# Czyże (gromada)
Czyże – dawna gromada, czyli najmniejsza jednostka podziału terytorialnego Polskiej Rzeczypospolitej Ludowej w latach 1954–1972.
Gromady, z gromadzkimi radami narodowymi (GRN) jako organami władzy najniższego stopnia na wsi, funkcjonowały od reformy reorganizującej administrację wiejską przeprowadzonej jesienią 1954 do momentu ich zniesienia z dniem 1 stycznia 1973, tym samym wypierając organizację gminną w latach 1954–1972.
Gromadę Czyże z siedzibą GRN w Czyżach utworzono – jako jedną z 8759 gromad – w powiecie hajnowskim w woj. białostockim, na mocy uchwały nr 16/V WRN w Białymstoku z dnia 4 października 1954. W skład jednostki weszły obszary dotychczasowych gromad Czyże, Leniewo, Podrzeczany, Osówka, Rakowicze i Zbucz ze zniesionej gminy Czyże w tymże powiecie. Dla gromady ustalono 18 członków gromadzkiej rady narodowej.
31 grudnia 1959 do gromady Czyże przyłączono wsie Lady, Łuszcze i Kuraszewo ze zniesionej gromady Kuraszewo.
1 stycznia 1972 do gromady Czyże przyłączono wsie Staroberezowo, Mochnate i Morze ze zniesionej gromady Stary Kornin.
Gromada przetrwała do końca 1972 roku, czyli do kolejnej reformy gminnej. Z dniem 1 stycznia 1973 roku reaktywowano gminę Czyże.